# 小行星列表/250301-250400
| 名稱                       | 臨時編號   | 發現日期       | 發現地點      | 發現者                         |
| -------------------------- | ---------- | -------------- | ------------- | ------------------------------ |
| 小行星250301               | 2003 QR37  | 2003年8月22日  | 帕洛马山      | 近地小行星追踪                 |
| 小行星250302               | 2003 QM39  | 2003年8月22日  | 索科罗        | 林肯近地小行星研究小组         |
| 小行星250303               | 2003 QS44  | 2003年8月23日  | 帕洛马山      | 近地小行星追踪                 |
| 小行星250304               | 2003 QB55  | 2003年8月23日  | 索科罗        | 林肯近地小行星研究小组         |
| 小行星250305               | 2003 QD59  | 2003年8月23日  | 索科罗        | 林肯近地小行星研究小组         |
| 小行星250306               | 2003 QV59  | 2003年8月23日  | 索科罗        | 林肯近地小行星研究小组         |
| 小行星250307               | 2003 QA63  | 2003年8月23日  | 索科罗        | 林肯近地小行星研究小组         |
| 小行星250308               | 2003 QT67  | 2003年8月24日  | 索科罗        | 林肯近地小行星研究小组         |
| 小行星250309               | 2003 QD76  | 2003年8月24日  | 索科罗        | 林肯近地小行星研究小组         |
| 小行星250310               | 2003 QO78  | 2003年8月24日  | 索科罗        | 林肯近地小行星研究小组         |
| 小行星250311               | 2003 QG80  | 2003年8月22日  | 帕洛马山      | 近地小行星追踪                 |
| 小行星250312               | 2003 QH87  | 2003年8月25日  | 索科罗        | 林肯近地小行星研究小组         |
| 小行星250313               | 2003 QW103 | 2003年8月31日  | 茂宜岛        | 近地小行星追踪                 |
| 小行星250314               | 2003 QG105 | 2003年8月31日  | 茂宜岛        | 近地小行星追踪                 |
| 小行星250315               | 2003 QZ107 | 2003年8月31日  | 茂宜岛        | 近地小行星追踪                 |
| 小行星250316               | 2003 RX6   | 2003年9月4日   | 基特峰        | 太空监视                       |
| 小行星250317               | 2003 RO15  | 2003年9月15日  | 帕洛马山      | 近地小行星追踪                 |
| 小行星250318               | 2003 RT22  | 2003年9月15日  | 茂宜岛        | 近地小行星追踪                 |
| 小行星250319               | 2003 RY26  | 2003年9月2日   | 索科罗        | 林肯近地小行星研究小组         |
| 小行星250320               | 2003 SN3   | 2003年9月16日  | 帕洛马山      | 近地小行星追踪                 |
| 小行星250321               | 2003 SX3   | 2003年9月16日  | 基特峰        | 太空监视                       |
| 小行星250322               | 2003 SC7   | 2003年9月17日  | 基特峰        | 太空监视                       |
| 小行星250323               | 2003 SV12  | 2003年9月16日  | 基特峰        | 太空监视                       |
| 小行星250324               | 2003 SW15  | 2003年9月16日  | 基特峰        | 太空监视                       |
| 小行星250325               | 2003 SH50  | 2003年9月18日  | 帕洛马山      | 近地小行星追踪                 |
| 小行星250326               | 2003 SP71  | 2003年9月18日  | 基特峰        | 太空监视                       |
| 小行星250327               | 2003 SH75  | 2003年9月18日  | 基特峰        | 太空监视                       |
| 小行星250328               | 2003 SX75  | 2003年9月18日  | 基特峰        | 太空监视                       |
| 小行星250329               | 2003 SO76  | 2003年9月18日  | 基特峰        | 太空监视                       |
| 小行星250330               | 2003 SA84  | 2003年9月19日  | 本森          | 杨光宇                         |
| 小行星250331               | 2003 SQ87  | 2003年9月17日  | 帕洛马山      | 近地小行星追踪                 |
| 小行星250332               | 2003 SV93  | 2003年9月18日  | 基特峰        | 太空监视                       |
| 小行星250333               | 2003 SM105 | 2003年9月20日  | 基特峰        | 太空监视                       |
| 小行星250334               | 2003 SP111 | 2003年9月20日  | 索科罗        | 林肯近地小行星研究小组         |
| 小行星250335               | 2003 SV117 | 2003年9月16日  | 基特峰        | 太空监视                       |
| 小行星250336               | 2003 SC119 | 2003年9月16日  | 帕洛马山      | 近地小行星追踪                 |
| 小行星250337               | 2003 SP142 | 2003年9月20日  | 索科罗        | 林肯近地小行星研究小组         |
| 小行星250338               | 2003 SP146 | 2003年9月20日  | 帕洛马山      | 近地小行星追踪                 |
| 小行星250339               | 2003 SE151 | 2003年9月17日  | 索科罗        | 林肯近地小行星研究小组         |
| 小行星250340               | 2003 SV153 | 2003年9月19日  | 安德森台地    | 洛厄尔天文台近地小行星搜寻计划 |
| 小行星250341               | 2003 SY155 | 2003年9月19日  | 安德森台地    | 洛厄尔天文台近地小行星搜寻计划 |
| 小行星250342               | 2003 SQ156 | 2003年9月19日  | 安德森台地    | 洛厄尔天文台近地小行星搜寻计划 |
| 小行星250343               | 2003 ST178 | 2003年9月19日  | 索科罗        | 林肯近地小行星研究小组         |
| 小行星250344               | 2003 SQ183 | 2003年9月21日  | 索科罗        | 林肯近地小行星研究小组         |
| 小行星250345               | 2003 SE185 | 2003年9月21日  | 茂宜岛        | 近地小行星追踪                 |
| 小行星250346               | 2003 SM195 | 2003年9月20日  | 帕洛马山      | 近地小行星追踪                 |
| 小行星250347               | 2003 SN195 | 2003年9月20日  | 帕洛马山      | 近地小行星追踪                 |
| 小行星250348               | 2003 SE199 | 2003年9月21日  | 安德森台地    | 洛厄尔天文台近地小行星搜寻计划 |
| 小行星250349               | 2003 SO205 | 2003年9月24日  | 茂宜岛        | 近地小行星追踪                 |
| 小行星250350               | 2003 SW206 | 2003年9月26日  | 索科罗        | 林肯近地小行星研究小组         |
| 小行星250351               | 2003 SA212 | 2003年9月25日  | 帕洛马山      | 近地小行星追踪                 |
| 小行星250352               | 2003 SA217 | 2003年9月27日  | 谢拉维斯塔    | Junk Bond                      |
| 小行星250353               | 2003 ST220 | 2003年9月29日  | 本森          | 杨光宇                         |
| 小行星250354Lewicdeparis   | 2003 SP244 | 2003年9月25日  | Saint-Sulpice | B. Christophe                  |
| 小行星250355               | 2003 SK250 | 2003年9月26日  | 索科罗        | 林肯近地小行星研究小组         |
| 小行星250356               | 2003 SF252 | 2003年9月26日  | 索科罗        | 林肯近地小行星研究小组         |
| 小行星250357               | 2003 SN255 | 2003年9月27日  | 基特峰        | 太空监视                       |
| 小行星250358               | 2003 SY258 | 2003年9月28日  | 基特峰        | 太空监视                       |
| 小行星250359               | 2003 SL271 | 2003年9月25日  | 茂宜岛        | 近地小行星追踪                 |
| 小行星250360               | 2003 SP272 | 2003年9月27日  | 索科罗        | 林肯近地小行星研究小组         |
| 小行星250361               | 2003 SS272 | 2003年9月27日  | 索科罗        | 林肯近地小行星研究小组         |
| 小行星250362               | 2003 SS296 | 2003年9月29日  | 安德森台地    | 洛厄尔天文台近地小行星搜寻计划 |
| 小行星250363               | 2003 SH303 | 2003年9月17日  | 帕洛马山      | 近地小行星追踪                 |
| 小行星250364               | 2003 SY306 | 2003年9月30日  | 基特峰        | 太空监视                       |
| 小行星250365               | 2003 SJ307 | 2003年9月26日  | 索科罗        | 林肯近地小行星研究小组         |
| 小行星250366               | 2003 ST311 | 2003年9月29日  | 索科罗        | 林肯近地小行星研究小组         |
| 小行星250367               | 2003 SD321 | 2003年9月19日  | 索科罗        | 林肯近地小行星研究小组         |
| 小行星250368               | 2003 SS366 | 2003年9月26日  | 阿帕契點      | 史隆數位巡天                   |
| 小行星250369               | 2003 TY    | 2003年10月4日  | 喷泉山        | C. W. Juels、P. R. Holvorcem   |
| 小行星250370Obertocitterio | 2003 TK4   | 2003年10月12日 | 毛纳基山      | Fabrizio Bernardi              |
| 小行星250371               | 2003 TW4   | 2003年10月1日  | 基特峰        | 太空监视                       |
| 小行星250372               | 2003 TS15  | 2003年10月15日 | 安德森台地    | 洛厄尔天文台近地小行星搜寻计划 |
| 小行星250373               | 2003 TU15  | 2003年10月15日 | 安德森台地    | 洛厄尔天文台近地小行星搜寻计划 |
| 小行星250374Jírovec        | 2003 UL4   | 2003年10月17日 | 克莱季        | 克莱季                         |
| 小行星250375               | 2003 UU23  | 2003年10月22日 | 基特峰        | 太空监视                       |
| 小行星250376               | 2003 UW34  | 2003年10月21日 | 索科罗        | 林肯近地小行星研究小组         |
| 小行星250377               | 2003 UH40  | 2003年10月16日 | 基特峰        | 太空监视                       |
| 小行星250378               | 2003 UF41  | 2003年10月16日 | 安德森台地    | 洛厄尔天文台近地小行星搜寻计划 |
| 小行星250379               | 2003 UU55  | 2003年10月17日 | 基特峰        | 太空监视                       |
| 小行星250380               | 2003 UW58  | 2003年10月16日 | 基特峰        | 太空监视                       |
| 小行星250381               | 2003 UV70  | 2003年10月18日 | 茂宜岛        | 近地小行星追踪                 |
| 小行星250382               | 2003 UA76  | 2003年10月17日 | 基特峰        | 太空监视                       |
| 小行星250383               | 2003 UR92  | 2003年10月20日 | 帕洛马山      | 近地小行星追踪                 |
| 小行星250384               | 2003 UY93  | 2003年10月18日 | 基特峰        | 太空监视                       |
| 小行星250385               | 2003 UW111 | 2003年10月20日 | 索科罗        | 林肯近地小行星研究小组         |
| 小行星250386               | 2003 UA130 | 2003年10月18日 | 帕洛马山      | 近地小行星追踪                 |
| 小行星250387               | 2003 UK130 | 2003年10月18日 | 帕洛马山      | 近地小行星追踪                 |
| 小行星250388               | 2003 UC145 | 2003年10月18日 | 安德森台地    | 洛厄尔天文台近地小行星搜寻计划 |
| 小行星250389               | 2003 UX146 | 2003年10月18日 | 安德森台地    | 洛厄尔天文台近地小行星搜寻计划 |
| 小行星250390               | 2003 UQ147 | 2003年10月18日 | 基特峰        | 太空监视                       |
| 小行星250391               | 2003 UZ151 | 2003年10月21日 | 基特峰        | 太空监视                       |
| 小行星250392               | 2003 UZ152 | 2003年10月21日 | 帕洛马山      | 近地小行星追踪                 |
| 小行星250393               | 2003 UJ158 | 2003年10月20日 | 帕洛马山      | 近地小行星追踪                 |
| 小行星250394               | 2003 UG164 | 2003年10月21日 | 索科罗        | 林肯近地小行星研究小组         |
| 小行星250395               | 2003 UX168 | 2003年10月22日 | 索科罗        | 林肯近地小行星研究小组         |
| 小行星250396               | 2003 UX173 | 2003年10月21日 | 安德森台地    | 洛厄尔天文台近地小行星搜寻计划 |
| 小行星250397               | 2003 UZ181 | 2003年10月21日 | 基特峰        | 太空监视                       |
| 小行星250398               | 2003 UL182 | 2003年10月21日 | 帕洛马山      | 近地小行星追踪                 |
| 小行星250399               | 2003 UN183 | 2003年10月21日 | 帕洛马山      | 近地小行星追踪                 |
| 小行星250400               | 2003 UQ186 | 2003年10月22日 | 索科罗        | 林肯近地小行星研究小组         |